# Виборчий округ 86
Виборчий округ 86 — виборчий округ в Івано-Франківській області. В сучасному вигляді був утворений 28 квітня 2012 постановою ЦВК №82 (до цього моменту існувала інша система виборчих округів). Окружна виборча комісія цього округу розташовується в Долинському районному народному будинку "Просвіта" за адресою м. Долина, просп. Незалежності, 4.
До складу округу входять місто Болехів, а також Долинський і Рожнятівський райони та частина Богородчанського району (села Саджава, Космач, Кричка та все що на південний захід від них). Виборчий округ 86 межує з округом 125 на заході, з округом 126 на півночі, з округом 85 на північному сході, з округом 87 на сході і на південному сході та з округом 72 на півдні та з округом 70 на південному заході. Виборчий округ №86 складається з виборчих дільниць під номерами 260008-260009, 260014-260015, 260020-260023, 260027, 260034-260039, 260045-260046, 260222-260274, 260616-260667, 260839-260854 та 261039.

## Народні депутати від округу
| Ім'я                          | Фото | Партія         | Скликання | Дата набуття повноважень | Дата припинення повноважень |
| ----------------------------- | ---- | -------------- | --------- | ------------------------ | --------------------------- |
| Дирів Анатолій Борисович      |      | Батьківщина    | 7-ме      | 12 грудня 2012           | 27 листопада 2014           |
| Дирів Анатолій Борисович      |      | Народний фронт | 8-ме      | 27 листопада 2014        | 29 серпня 2019              |
| Матусевич Олександр Борисович |      | Слуга народу   | 9-те      | 29 серпня 2019           |                             |

## Результати виборів

### Парламентські

#### 2019
Кандидати-мажоритарники:
- Матусевич Олександр Борисович (Слуга народу)
- Дирів Анатолій Борисович (самовисування)
- Понайда Олег Володимирович (Свобода)
- Виноградник Тарас Теофілович (Народний рух України)
- Дзеса Остап Васильович (Європейська Солідарність)
- Данилів Іван Іванович (самовисування)
- Макота Галина Зенонівна (самовисування)
- Кузь Андрій Петрович (Голос)
- Скрипко Василь Дмитрович (самовисування)
- Покришка Іван Дмитрович (самовисування)
- Матвєєва Тетяна Євгенівна (Аграрна партія України)
- Филюк Любов Степанівна (Опозиційний блок)
- Полуектов Юрій Євгенович (Патріот)

#### 2014
Кандидати-мажоритарники:
- Дирів Анатолій Борисович (Народний фронт)
- Грабовецький Володимир Миколайович (Воля)
- Бартків Василь Павлович (самовисування)
- Скрипник Віталій Богданович (Блок Петра Порошенка)
- Парфан Тарас Дмитрович (самовисування)
- Франків Руслан Романович (самовисування)
- Гоголь Ярослава Михайлівна (Батьківщина)
- Глинка Роман Ярославович (самовисування)
- Тринчук Андрій Ігорович (Радикальна партія)
- Федай Михайло Андрійович (самовисування)
- Тимочко Ігор Ярославович (самовисування)
- Самілів Галина Василівна (самовисування)
- Грушецька Світлана Миколаївна (самовисування)
- Василевич Роман Ярославович (самовисування)
- Щербанюк Андрій Олегович (самовисування)
- Рис-Вікерс Уляна Григорівна (самовисування)
- Петрик Олександр Олексійович (самовисування)
- Жубецька Олександра Сергіївна (самовисування)
- Палатній Олександр Миколайович (самовисування)
- Устимчук Олег Олександрович (самовисування)
- Чубатий Мирослав Ігорович (самовисування)

#### 2012
Кандидати-мажоритарники:
- Дирів Анатолій Борисович (Батьківщина)
- Парфан Тарас Дмитрович (УДАР)
- Грабовецький Володимир Миколайович (самовисування)
- Кредісов Вячеслав Анатолійович (Українська партія)
- Брус Василь Хомич (самовисування)
- Шкутяк Петро Зіновійович (Наша Україна)
- Ільницький Михайло Степанович (самовисування)
- Гурко Володимир Анатолійович (Українська партія «Зелена планета»)
- Лаврів Михайло Миколайович (Європейська партія України)
- Самілів Галина Василівна (самовисування)
- Барчук Віктор Тимофійович (Комуністична партія України)
- Лукань Ігор Михайлович (Партія регіонів)
- Гулій Юрій Михайлович (самовисування)
- Андрусів Богдана Романівна (самовисування)
- Юринець Вадим Орестович (самовисування)
- Ліпчанський Володимир Йосифович (самовисування)
- Типусяк Андрій Миколайович (самовисування)
- Ликтей Володимир Іларійович (самовисування)
- Климбус Микола Ярославович (самовисування)
- Луцик Василь Григорович (самовисування)
- Когуч Людмила Богданівна (самовисування)
- Семенова Марина Сергіївна (самовисування)
- Тодарчук Тетяна Володимирівна (самовисування)

## Явка
Явка виборців на окрузі: